# Mittleres Duett

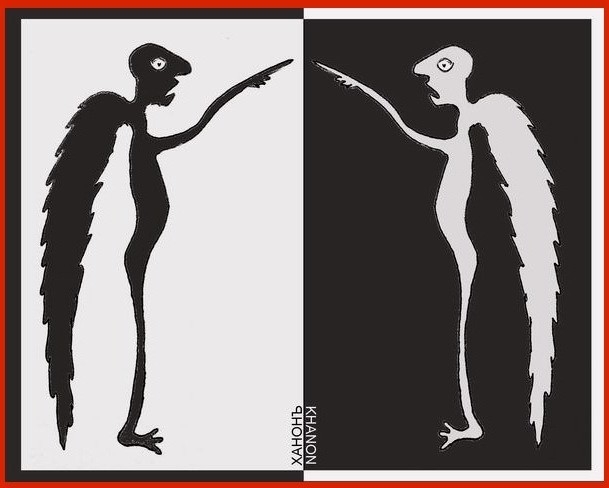
„Mittleres Duett“, zwei Engel

Mittleres Duett (Das Mittlere Duo; Choreograf Alexei Ratmansky, Komponist Yuri Khanon) ist ein einaktiges Ballett, das im November 1998 im Mariinsky-Theater zur Musik des ersten Satzes der „Mittleren Symphonie“ aufgeführt wurde. Die zehnminütige Produktion wurde Ratmanskys Debüt als Choreograf am Mariinsky-Theater.
Im Jahr 2000 erhielt das Mittleres Duett eine Nominierung für den Golden Mask Award in der Kategorie „Bestes Ballett“. Nach seiner Ernennung zum Chefchoreografen des Bolschoi-Theaters übertrug Ratmansky „Das Mittlere Duo“ auf diese Bühne und dann an das New York City Ballet (2006). Zwei oder drei Jahre nach der Premiere wurde „Mittleres Duett“ zu einer Art Visitenkarte für Ratmansky als Choreografen und folgte ihm auf allen Bühnen, auf denen er arbeitete, und wurde dann in das Programm des Abschiedskonzerts „Ratmansky Gala“ aufgenommen auf der Neuen Bühne des Bolschoi-Theaters, bevor er den Posten des Chefchoreografen aufgab und nach New York zog.
Neben der Kinofassung mit Bühnenbild und Orchester wurde das Mittlere Duett zehn Jahre lang weltweit als Konzertnummer nicht nur auf Theatertourneen, sondern auch in zahlreichen Aufführungen aufgeführt und erlangte den Ruf eines der besten Einakter Ballette in Russland zu Beginn des 21. Jahrhunderts.
Von der Aufführung des Balletts im Mariinsky-Theater bis zur letzten Aufführung wurde Musik im Ballett verwendet, ohne dass ein Vertrag abgeschlossen wurde. Aufgrund der systematischen Verletzung des Urheberrechts des Komponisten und der gefälschten Verwendung von Musik wurde „Middle Duet“ 2010 von der Aufführung ausgeschlossen und von allen Bühnen entfernt.

## Geschichte der Schöpfung
Das Mariinski-Theater beauftragte Alexei Ratmansky im Frühjahr 1998 mit der Inszenierung eines Abends mit neuen einaktigen Balletten. Zu diesem Zeitpunkt war Ratmansky als Solist des Den Kongelige Ballets in Kopenhagen bereits Choreograf von sechs kleinen Produktionen (in Kiew, Winnipeg und Moskau). Ratmansky inszenierte die letzten beiden Ballettnummern (Capriccio zur Musik von Strawinsky und Dreams of Japan zur Musik der Kodo-Gruppe) im Bolschoi-Theater (1997–1998).
Ratmansky schrieb über seinen Wunsch, ein modernes Ballett zu wunderschöner moderner Musik zu inszenieren:
...unter den zeitgenössischen Komponisten erinnerte ich mich an den St. Petersburger Yuri Khanon, der vor einigen Jahren mit seiner Musik für Alexander Sokurovs Film „Tage der Finsternis“ alle verblüffte. Nach langer Suche habe ich seine einzige CD in Kopenhagen gefunden. Die Musik erwies sich als konzeptionell, theatralisch, melancholisch und rhythmisch. Aus dem Gefühl „von außen zu schauen“ entstand die Idee zweier Wesen mit Flügeln, die zwar nicht offiziell am Geschehen teilnehmen, aber dennoch die Hauptfiguren dieses kleinen Balletts sind. Leider verwende ich vorerst nur einen Teil seiner wunderbaren „Mittleren Symphonie“, gebe die Hoffnung aber nicht auf, die gesamte Symphonie auf die Bühne zu bringen.:4

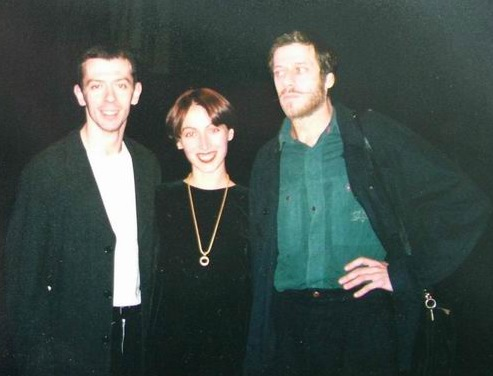
Alexei und Tatiana Ratmansky
mit Yuri Khanon, Mittlere Duo,
Mariinsky-Theater, 24. November 1998

Der Komponist lehnte Ratmanskys Angebot jedoch zunächst ab und verwies auf seine Abneigung gegen den Umgang mit dem Staatstheater. Und erst nach zweimonatigen Verhandlungen stimmte er unter der Bedingung zu, dass Ratmansky alle Verhandlungen mit dem Theater übernehmen würde. In der Broschüre zur Premiere des Balletts erinnerte Ratmansky selbst mehrfach daran, dass die Vorverhandlungen über die Inszenierung sehr schwierig waren. Und selbst die Überschrift seiner Ankündigung des Mittleres Duett lautete: „Khanon zu überzeugen war nicht einfach“.
Der Autor der Musik wiederum hielt es für einen unbestrittenen Zufall, dass sein Name auf dem Plakat des Mariinsky-Theaters erschien. Ohne sich überhaupt um seine Karriere und die Kommunikation mit Profis zu kümmern, ist Yuri Khanon längst fest im internen Untergrund verankert.:5
Die Uraufführung von „Das Mittlere Duo“ fand am 24.–25. November 1998 statt und war ein großer Erfolg. Ironischerweise fiel der Tag der Premiere mit der Trauerfeier anlässlich der Ermordung von Galina Starowoitowa zusammen und gleich zu Beginn der Aufführung, vor der Eröffnung des „Abends der neuen Ballette“, fand eine Schweigeminute statt wurde vorgestellt. Von den drei an diesem Abend gezeigten Balletten blieb zwei Jahre später nur noch das Mittlere Duett im Repertoire.
Der Autor der Musik, Yuri Khanon, sprach kurz und sparsam über die Premiere des auf seiner Musik basierenden Balletts: «Obwohl dieses Ereignis nichts mit mir persönlich zu tun hat, ist das Mittlere Duett zweifellos das Beste, was Ratmansky gemacht hat in seinem Leben».

## Nachfolgende Geschichte
Von der ersten Show an war „Das mittlere Duett“ nicht nur beim Publikum, sondern vor allem bei den Balletttänzern ein großer Erfolg. Da sie über den Tonträger des ersten Teils der „Mittleren Symphonie“ (entnommen von der Olympia-CD) verfügten, begannen viele Solisten des Mariinski-Theaters und nach ihnen anderer Theater, das „Mittlere Duett“ in großer Zahl aufzuführen Unternehmen und Konzerte. Die konzertante Aufführung dieser Nummer fand ohne Dekoration und mit reduzierter Besetzung statt.
Im Jahr 2000 erhielt „Das mittlere Duett“ eine Nominierung für den Golden Mask Award in der Kategorie Ballett. Eine Sondervorführung fand am 13. März 2000 im Theater „Stanislawski und Nemirowitsch-Dantschenko“ statt.
Der letztjährige „Mask“-Preisträger Alexei Ratmansky zeigte sein bestes Werk – „Mittleres Duett“ zur Musik von Khanon. Die Choreografie von „Duett“ – dynamisch, intensiv, integral, im Vokabular den Weltstandards in nichts nachstehend – wurde zu einer echten Entdeckung. Der Vorteil von Ratmansky als Choreograf schien offensichtlich.
Dank seines Erfolgs und seiner weiten Verbreitung wurde „Das mittlere Duett“ nach und nach zur berühmtesten Ballettnummer von Ratmansky und erlangte den Status einer Art Visitenkarte des jungen Choreografen. Bei Tourneen in Moskau fügte das Mariinski-Theater seinen Premieren stets das Mittlere Duett als Win-Win-„Bonus“ hinzu. Rezensenten stellten fest, dass Ratmanskys minimalistisches Meisterwerk vor dem Hintergrund der Monsterballette im Museum pure Exklusivität hat: “In der Kleidung des Mariinsky-Theaters sieht diese Nummer aus wie ein Givenchy-Kleid zwischen den Lumpen eines Flohmarktes”.
Das „Mittlere Duett“ war ein besonderer Publikumserfolg. Eine Originalinszenierung des 33-jährigen Tänzers und Choreografen Alexei Ratmansky zur Musik des zeitgenössischen Komponisten Yuri Khanon lässt das Publikum in eine düstere Welt eintauchen, in der ein geheimnisvolles Duett in einem Lichtstrahl zum Leben erwacht: zu den Klängen eines Klaviers und Orchester versucht der Partner mit pulsierenden Gesten, seinen Partner zu halten, der sich ständig auf Spitzenschuhen bewegt und dabei ein komplexes Netz aus scharfen und sinnlichen Schritten webt. Dies ist die einzige moderne Miniatur, die die Aufführung in zwei Akten zierte...

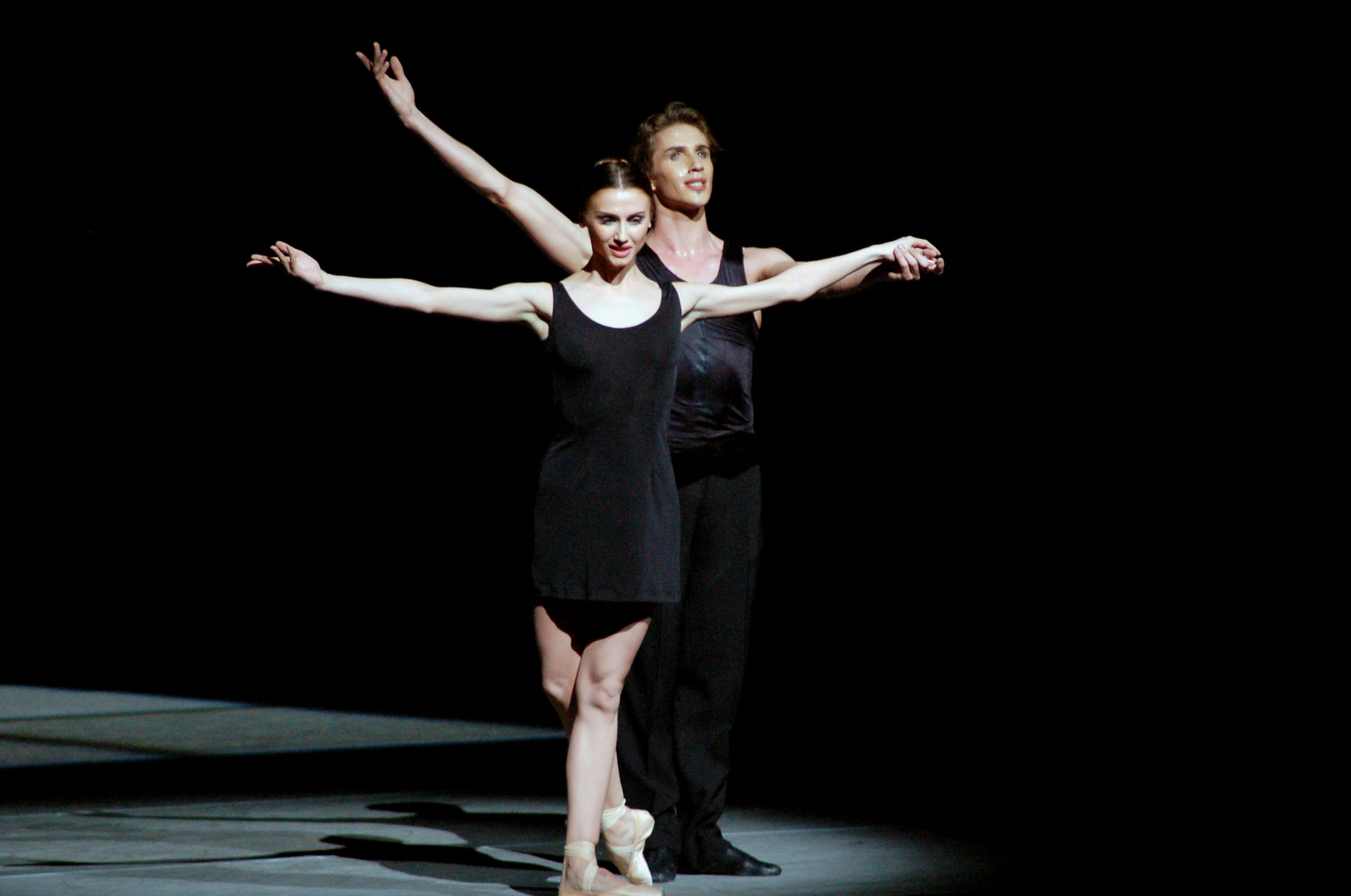
Swetlana Sacharowa und Andrei Merkuriew, Das „Mittlere Duett“, 2006

Die Balletttänzer zeigten große Bereitschaft, diese virtuose und originelle Nummer aufzuführen. In den zehn Jahren seines Bestehens haben Dutzende Solisten das Ballett durchlaufen, darunter Swetlana Sacharowa, Andrei Merkuriew, Diana Wischnjowa, Natalja Ossipowa, Zhanna Ayupova, Igor Kolb, Olessja Nowikowa, Daria Pavlenko, Evgeniy Golovin, Mikhail Zarubin und Alexey Loparevich und „sogar“ Alexei Ratmansky selbst (als Tänzer). In Europa und den USA tanzten: Maria Kowroski, Albert Evans, Rebecca Krohn, Amar Ramsar, Adrian Danchig-Waring, Jonathan Stafford.
Nach der Musik zum Film „Tage der Finsternis“, der 1988 einen Europäischen Filmpreises erhielt, wurde der erste Satz der «Mittleren Symphonie» zum zweitberühmtesten Werk von Yuri Khanon. Der Komponist Boris Yoffe schreibt: „Allein schon der aus dem Kontext gerissene Satz, in dem eine unbestimmte barocke Vorlage (zwischen der berühmten Albinoni-Fälschung und den langsamen Sätzen aus Bachs instrumentalen Concerti) zu einer unendlichen, auseinandergehenden und sich doch erhaltenden Schleife gebunden wird, lässt Khanon zu den führenden Komponisten der Postmoderne, den virtuosesten Meistern der Destruktion, Verfremdung, Minimalismus zählen“.:513
Nach seiner Ernennung zum Chefchoreografen am Bolschoi-Theater verlegte Alexei Ratmansky den Ballettauftritt fast sofort auf die Hauptbühne des Landes. Die nächste Premiere (durchgeführt von Swetlana Sacharowa) fand am 22. Januar 2006 statt. Neben dem Unternehmen wurde „Das mittlere Duett“ zu einer der regelmäßigen Gastaufführungen des Mariinsky-Theaters (und dann des Bolschoi-Theaters) und wurde fast aufgeführt alle bedeutenden Auslandstourneen der Balletttruppe. Den weltweiten Höhepunkt seiner Popularität erreichte das „Mittlere Duo“ in den Jahren 2006–2008, als die Zahl der Aufführungen der Ballettminiatur in den größten Städten Europas und auf der ganzen Welt über hundert lag. Im Herbst 2006 verlegte Ratmansky die Produktion auch auf die Bühne des New York City Ballet.
In diesem Moment, nach fast zehn Jahren des Schweigens, erinnerte sich der Komponist von „The Middle Duet“ zum ersten Mal und stellte die Frage: Warum wird sein Werk seit 1998 von den größten Theatern und Unternehmen des Landes verwendet (und die Welt) unter völliger Missachtung des Autors? Weder das Mariinski-Theater noch das Bolschoi-Theater noch irgendein anderes Theater dachten auch nur daran, die Zustimmung des Autors der Musik einzuholen, einen Vertrag mit ihm abzuschließen und alle anderen elementaren Formalitäten zu erledigen. So fand fast zehn Jahre lang die häufigste Piraterie auf Seiten der Theater statt. Die Vorverhandlungen zwischen den Theatern und den Anwälten des Autors verliefen in einem beleidigenden Ton, führten zu keinem Ergebnis und endeten sehr bald in einer Sackgasse. Im Jahr 2009 musste der Autor die öffentliche Aufführung des „Mittleren Duetts“ verbieten. Für dieses Ergebnis machte er persönlich Alexei Ratmansky verantwortlich, der sein ursprüngliches Versprechen nicht eingehalten und sein Ehrenwort nicht gehalten hatte.